# Fragile (film, 2005)
Pour les articles homonymes, voir Fragile.
Pour plus de détails, voir Fiche technique et Distribution.
Fragile (Frágiles) est un film d'horreur espagnol réalisé par Jaume Balagueró et sorti en 2005.
Il est présenté en avant-première mondiale à la Mostra de Venise 2005.

## Synopsis
Infirmière américaine au passé douloureux, Amy Nicholls est nommée dans l'hôpital pour enfants Mercy Falls, sur l'île de Wight, qui est sur le point d'être fermé pour cause d'insalubrité. Mais tandis que se prépare le départ des patients et du corps médical, d'étranges incidents ont lieu, dont les premières victimes sont les enfants. Rapidement, Amy se rend compte de l'existence d'une présence paranormale dans le mystérieux bâtiment. Elle se lie d'amitié avec Maggie, une jeune fille renfermée sur elle-même et sur le point de mourir à cause de sa maladie. Maggie lui dit qu'elle connaît une certaine Charlotte avec qui elle communique par l'intermédiaire de cubes. Selon Maggie, Charlotte est "mécanique" et vit seule au deuxième étage de l'hôpital, pourtant condamné depuis 1959…

## Fiche technique
- Titre original : Frágiles
- Titre français : Fragile
- Réalisation : Jaume Balagueró
- Scénario : Jaume Balagueró et Jordi Galceran
- Musique : Roque Baños
- Décors : Alain Bainée et Iñigo Navarro
- Costumes : Patricia Monné
- Photographie : Xavi Giménez
- Son : Manu G. Escudero et José Vinader
- Montage : Jaume Martí
- Production : Julio Fernández et Joan Ginard
- Coproduction : Albert Martinez Martin
- Production exécutive espagnole : Carlos Fernández, Julio Fernández, Teresa Gefaell et Carla Pérez de Albéniz
- Production exécutive britannique : Patricia Carr
- Coproduction exécutive : Antonia Nava
- Production associée : Carola Ash et Edwige Fenech
- Sociétés de production : Castelao Producciones, Future Films et Just Films
- Société de distribution : Filmax (Espagne) ; StudioCanal (France) (DVD)
- Budget : 6 538 548 euros[réf. nécessaire]
- Pays de production :  Espagne
- Langue originale : anglais
- Format : couleur - 2,35:1 • 35 mm - Dolby Digital
- Genre : horreur, thriller
- Durée : 93 minutes
- Dates de sortie :
  - Italie : 2 septembre 2005 (Mostra de Venise)
  - Espagne : 14 octobre 2005
  - France : 14 avril 2006 (TV) ; 12 juin 2006 (DVD)

## Distribution
- Calista Flockhart (VF : Natacha Muller[1]) : Amy Nicholls
- Richard Roxburgh : Robert Marcus
- Elena Anaya : Helen Perez
- Gemma Jones (VF : Marie-Martine[1]) : Mme Folder
- Yasmin Murphy : Maggie
- Colin McFarlane : Roy
- Michael Pennington : Marcus
- Daniel Ortiz : Matt
- Susie Trayling (VF : Marie Zidi[1]) : Susan
- Lloyd F. Booth Shankley : Simon
- Michael Gatward : David
- Scarlet Carey : Emma
- Cameron Antrobus : Jimmy
- Olivia Bjork : Linda
- Fergus Riordan (es) : Richard

## Production

### Attribution des rôles
Le réalisateur a pensé à l'actrice américaine Calista Flockhart pour le rôle d'Amy Nicholls, « car elle est très connue grâce à Ally McBeal, mais en tant qu’actrice comique. Mais avant la série, c’était une actrice dramatique très reconnue au théâtre. Elle a cette apparence fragile et en même temps, quand tu la connais, tu sais que c’est quelqu’un de très intense avec un caractère très fort. Il y a cette contradiction entre l’apparence et la force, et pour ça elle était parfaite pour le rôle ». Cette dernière avait accepté après avoir lu et aimé le script qu'on lui a envoyé.
Ivana Baquero joue le rôle de Mandy, souffrant d'une rare maladie de l'ostéogenèse imparfaite (ou maladie des os de verre) que l'on trouve également dans les films Incassable (2000) et Le Fabuleux Destin d'Amélie Poulain (2001).

### Tournage
Le tournage a lieu entre 31 août et le 6 décembre 2004[réf. nécessaire], à Catalogne, à Barcelone (Espagne) et sur l'Île de Wight, en Angleterre (Royaume-Uni).

### Musique
Frágiles - Banda sonora est une bande originale du film espagnole composée par Roque Baños, sortie en octobre 2005.
Liste de pistes
| 1.    | Susan scared                       | 3:51 |
| 2.    | Fragile (Main title)               | 4:52 |
| 3.    | Sad Women                          | 3:10 |
| 4.    | Upstairs Noises                    | 4:13 |
| 5.    | About Love Kiss                    | 2:30 |
| 6.    | Trapped into Elevator              | 3:24 |
| 7.    | Amy Looks for Susan                | 2:06 |
| 8.    | Roy´s Death                        | 2:52 |
| 9.    | Negligence                         | 2:02 |
| 10.   | Maggie´s Illness                   | 4:23 |
| 11.   | Meeting Charlotte                  | 5:49 |
| 12.   | The Photo                          | 1:24 |
| 13.   | Let´s get out of here!             | 7:32 |
| 14.   | We can´t leave                     | 3:10 |
| 15.   | She´s got Maggie                   | 3:11 |
| 16.   | Requiem for Amy                    | 4:19 |
| 17.   | They just stay near what they love | 4:15 |
| 18.   | Maggie´s Theme                     | 1:32 |
| 65:00 |                                    |      |

## Accueil

### Festivals et sorties
En plus présenté en avant-première mondiale, le 2 septembre 2005, à la Mostra de Venise, le film est également projeté le 11 octobre 2005 au Festival international du film de Catalogne, puis sort dans les salles espagnoles le 14 octobre 2005. L'année suivante, le 28 janvier, il est présenté au Festival international du film fantastique de Gérardmer, mais ne sort pas dans les salles françaises : il est diffusé le 14 avril 2006 à la télévision avant d'être mis en vente en DVD par StudioCanal à partir du 12 juin 2006.

### Box-office
- Recettes :
  -  Espagne : 3 012 205 euros
  -  : 6 680 986 de dollars (env. 6 millions d'euros)[réf. nécessaire]

## Distinctions

### Récompenses
- Festival du Film de Barcelone 2006 :
  - Meilleure photographie
  - Meilleur montage
- Prix annuel de l'Académie Goya 2006
- Meilleurs effets spéciaux
- Fantastic'Arts 2006
- Fantastic'Arts 2006
  - Prix du jury
  - Prix du jury jeunes
  - Prix du public L'Est Républicain - La Liberté de l'Est
  - Prix 13e Rue

### Nominations
- Festival du Film de Barcelone 2006 :
  - Meilleur réalisateur
  - Meilleure musique de film
- Cinema Writers Circle Awards 2006 :meilleure musique de film
- Prix annuel de l'Académie Goya 2006 : meilleure musique originale